# Quốc gia Somaliland
Quốc gia Somaliland (tiếng Anh: State of Somaliland; tiếng Somalia: Dawladii Somaliland) là một quốc gia độc lập có thời gian ngắn trong lãnh thổ phía tây bắc hiện tại của Somalia, nơi còn được gọi là Cộng hòa Somaliland tự tuyên bố. Đó là tên được sử dụng bởi Anh bảo hộ Somaliland trong năm ngày giữa ngày độc lập khỏi Vương quốc Anh vào ngày 26 tháng 6 năm 1960 và liên minh với Bảo hộ Somaliland, thuộc chính quyền Ý, vào ngày 1 tháng 7 năm 1960 hình thành Cộng hòa Somalia.